# The Next Web
The Next Web (ou TNW) est une organisation néerlandaise fondée en 2006 par Boris Veldhuijzen van Zanten et Patrick de Laive à Amsterdam (Pays-Bas) , qui regroupe plusieurs activités :
- un site Internet traitant de l'actualité des nouvelles technologies.
- une division événements, qui organise la TNW Conference, la TNW Mobile Conference, le TNW Bowlr et Kings of Code.
- une division « TNW Labs », qui a créé plusieurs services internet dont Twitter Counter, Paydro.com, PressDoc.com et Wakoopa.com.
- une division « jeux » qui est notamment à l'origine de SquadCoach.com.

Le blog, anciennement « TNW Blog », qui est aujourd'hui la partie la plus connue de l'entreprise, est fondé en 2008. Il est d'abord lancé comme un spin off de la division événements, avant de devenir l'une des références mondiales dans les blogs technologiques.
Le 5 mars 2019, le Financial Times a acquis une participation majoritaire dans TNW.

## TNW Conferences
Les conférences TNW visent à rapprocher les plus grands penseurs mondiaux, startups prometteuses et de nombreux acteurs économiques autour des tendances du web et des innovations technologiques de demain. Elles ont lieu chaque année à Amsterdam et New York. La première conférence a eu lieu en 2006. 
Lors de la conférence The Next Web 2015, ayant eu lieu le 23 et 24 avril 2015, Fairphone a reçu le prix de la startup européenne à la plus forte croissance. Les autres finalistes étaient PackLink (Espagne), Uplike (France), Blacklane (Allemagne), YPlan (Royaume-Uni), Freespee (Suède), et Festicket (Royaume-Uni).